# Светлый промежуток
Светлый промежуток — временное улучшение состояния пациента после черепно-мозговой травмы, за которым следует резкое ухудшение. Светлый промежуток наиболее характерен для эпидуральной гематомы, при которой он отмечается у 20—50 % пациентов.

## Проявления
Светлый промежуток, то есть период внешнего клинического благополучия, развивается после временной потери сознания вследствие травмы. Вслед за этим периодом развивается повторное ухудшение состояния пациента, обусловленное превышением компенсационных возможностей организма. На фоне продолженного эпидурального кровотечения объём эпидуральной гематомы увеличивается, что приводит к внутричерепной гипертензии с повреждением ткани мозга и резким ухудшением неврологического статуса. Помимо этого, у некоторых пациентов возможно формирование посттравматической псевдоаневризмы, которая в дальнейшем разрывается, обуславливая рецидив кровотечения; этим фактором также можно объяснить отсроченную утрату сознания. Длительность светлого промежутка может варьировать от нескольких минут до часов.
В связи с возможностью светлого промежутка любая существенная травма головы требует экстренной медицинской помощи, даже если пациент в сознании. Светлый промежуток, за которым следует отсроченный отёк мозга с угрозой дислокации, встречается и после незначительных травм головы.
Помимо черепно-мозговой травмы светлый промежуток может наблюдаться при тепловом ударе, после эпилептического судорожного приступа.